# Bože, Carja chrani!
Bože, Carja chrani! (rusky Боже, Царя храни!, „Bože, chraň cara!“) byla hymna ruského impéria v letech 1833 až 1917. Vznikla na příkaz cara Mikuláše I., její slova napsal Vasilij Andrejevič Žukovskij a hudbu složil Alexej Fjodorovič Lvov. Nahradila píseň Molitva russkich, která sloužila jako hymna předtím a která sice měla původní ruský text rovněž od Žukovského, ale její melodie byla převzata z anglické hymny God Save the King, Po bolševické revoluci a vzniku Sovětského svazu pak byla sama v roli ruské hymny nahrazena Internacionálou.
Hudební motiv ruské carské hymny byl vícekrát citován, mezi nejznámější patří použití hymny Petrem Iljičem Čajkovským v Slovanském pochodu a v Slavnostní předehře 1812.

## Text

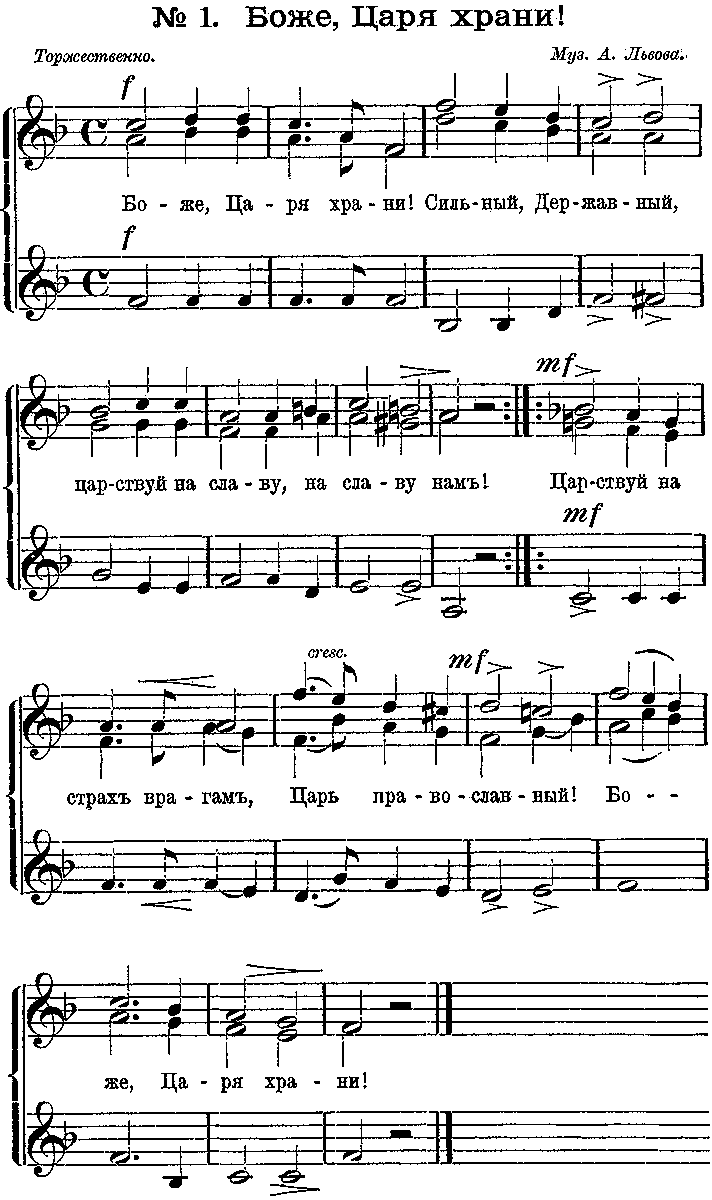
Notový zápis hymny

### Ruský text
1
Боже, Царя храни!
Сильный, державный,
Царствуй на славу,
на славу намъ!
Царствуй на страхъ врагамъ,
Царь православный!
Бо-o-же Царя,
Царя храни!
2
Боже, Царя храни!
Славному долги дни
Дай на земли!
Дай на земли!
Гордыхъ смирителю,
Славныхъ хранителю,
Всѣхъ утѣшителю
Всё ниспошли!
3
Перводержавную
Русь православную,
Боже, храни!
Боже, храни!
Царство ей стройное,
Въ силѣ спокойное!
Всё жъ недостойное
прочь отжени!
4
Воинство бранное,
Славой избранное,
Боже, храни!
Боже, храни!
Воинамъ-мстителямъ,
Чести спасителямъ,
Миротворителямъ
долгіе дни!
5
Мирныхъ воителей,
Правды блюстителей
Боже, храни!
Боже, храни!
Жизнь ихъ примѣрную
Нелицемѣрную,
Доблестямъ вѣрную
воспомяни!
6
О, Провидѣніе!
Благословеніе
Намъ ниспошли!
Намъ ниспошли!
Къ благу стремленіе,
Въ счастьѣ смиреніе,
Въ скорби терпѣніе
дай на земли!
7
Будь намъ заступникомъ,
Вѣрнымъ сопутникомъ
Насъ провожай!
Насъ провожай!
Свѣтло-прелестная,
Жизнь поднебесная,
Сердцу извѣстная,
сердцу сіяй!

### Český přepis ruštiny
1
Bože, Carja chrani!
Silnyj, děržavnyj,
Carstvuj na slavu,
na slavu nam!
Carstvuj na strach vragam,
Car pravoslavnyj!
Bo-o-že Carja,
Carja chrani!
2
Bože, Carja chrani!
Slavnomu dolgi dni
Daj na zemli!
Daj na zemli!
Gordych smiritělju,
Slavnych chranitělju,
Vsech utěšitělju
Vsjo nispošli!
3
Pervoděržavnuju
Rus pravoslavnuju,
Bože, chrani!
Bože, chrani!
Carstvo jej strojnoje,
V sile spokojnoje!
Vsjo ž nědostojnoje
proč otženi!
4
Voinstvo brannoje,
Slavoj izbrannoje,
Bože, chrani!
Bože, chrani!
Voinam-mstitěljam,
Česti spasitěljam,
Mirotvoritěljam
dolgije dni!
5
Mirnych voitělej,
Pravdy bljustitělej
Bože, chrani!
Bože, chrani!
Žizň ich primernuju
Nělicemernuju,
Doblesťam vernuju
vospomjani!
6
O, Providěnije!
Blagoslovenije
Nam nispošli!
Nam nispošli!
K blagu stremlenije,
V sčasťje smirenije,
V skorbi těrpenije
daj na zemli!
7
Bud nam zastupnikom,
Vernym soputnikom
Nas provožaj!
Nas provožaj!
Svetlo-prelestnaja,
Žizň podněbesnaja,
Serdcu izvestnaja,
serdcu sijaj!

### Český básnický překlad prvních dvou slok
Bože náš, cara chraň;

silný a mocný

panuj na slávu, 

na slávu nám,

panuj na strach vrahům

car pravoslavný,

Bože, Bože náš, 

cara chraň!

Bože náš, cara chraň;

slavnému dlouhé dni 

dej na zemi;

pyšných pokořiteli,

slabých ochraniteli,

všech utěšiteli,

vše sešli nám. 
(přeložil Adolf Černý, in Slovanské hymny, Praha: F. Šimáček, 1900, s. 1)